# Jade Kwan
Jade Kwan (31 de julio de 1979) es una cantante de Hong Kong intérprete de género cantopop.

## Carrera
Kwan entró en el mundo de la música del Canto como una Nueva Talento organizado bajo los Premios de Audición en Vancouver 1999 (新秀 歌唱 大赛 温哥华 选拔赛) con la titulada canción "Face" (脸, originalmente cantada por la diva china Faye Wong) y salió como primera finalista. Tal como, representó a Vancouver en un concurso de canto  en Canadá 1999 (新秀 歌唱 大赛 加拿大 总 决赛) y ganó. Luego compitió en los Premios de Canto a nivel Internacional a Finales de 1999 (1999 年 全球 华人 新秀 歌唱 大赛, también en representación de Vancouver) y ganó el "Premio a la Mejor Revelación potencial" (最具 潜质 奖) en la Final Internacional que se celebró en Shanghái, China.
Ella fue conocida por primera vez por el público como "Suma Kwan-yin" en 2002. Su estilo musical fue muy admirado como lo fueron por sus álbumes discográficos. Sus dos primeros álbumes, "Jade-1" y "Jade-2", ganó sus discos de oro. Con los años, ha ganado muchos premios en la industria musical en Hong Kong y China.

## Discografía

### Álbumes de estudio
- "Jade-1" (2002-7-3)
- "Jade-1" Special Edition (2002-9-13)
- "Jade-2" (2002-12-20)
- "Jade-2" Special Edition (2003-1-17)
- "Jade-3" (2003-4-16)
- "Jade-3" Powerful Pack (2003-6-20)
- "秘密花園 (Secret Garden)" Mandarin new songs & hits (2003-10-31)
- "Jade Forward" (2003-11-26)
- "Jade Birthday Kit" new songs & hits (2004-8-18)
- "The 5th Element" (2005-1-7)
- "Jade Loves..." (2006-5-3)
- "Lost & Found" (2007-7-20)
- "最愛 Jade.i" (2008-5-28)
- "妍亮 SHINE" (2009-9-10)
- "A New Beginning" (2010-10-11)

### Álbumes en vivo & MV
- "心愛、心妍 (Love Jade) Karaoke" VCD & DVD (2003-8-29)
- "Jade I Am Ready Concert 2004" CD (2004-3-19)
- "Jade I Am Ready Concert 2004" VCD & DVD (2004-4-17)